# Marithé + François Girbaud
Marithé + François Girbaud est une marque de prêt-à-porter homme et femme créée en 1972 par deux stylistes français Marithé Bachellerie et François Girbaud. Elle est surtout connue dans le monde pour ses créations autour du jeans.

## Historique

### Fondateurs
Marithé Bachellerie est née en 1942 à Lyon et François Girbaud en 1945 à Mazamet (Tarn). Ils se rencontrent à Saint-Tropez en 1967. De retour à Paris, ils vivent dans une communauté hippie, François commence à travailler dans la boutique mythique de Western House (temple de la fringues US créé en 1964) où il devient un vendeur incontournable pendant que Marithé confectionne des ponchos qui auront un grand succès dans la boutique comme le rappelle Christine Albanel dans son discours de remise du titre de Chevalier de la légion d’honneur en 2009,. François apprend le dessin industriel, travaille comme ferronnier puis dans une fabrique de valises. 
Avec le soutien de Maurice Chorenslup et Pierre Zelcer, à la fin des années 60, ils commencent à délaver des jeans dans une laverie du quartier Belleville à Paris. En 1968, ils montent leur 1ère marque : « ÇA... » et inventent cette fois-ci l'industrialisation du délavage de jeans bruts (des Wrangler au début) en les mettant dans de grandes machines à laver avec des pierres,  le stonewash est né. Avec l'aide de Jacques Rozenker (ancien directeur des Créations Sylvie Vartan) pour la fabrication, les créateurs ont déjà en tête de produire des jeans avec une esthétique distincte : « Ne pas faire un jean comme les américains ». Le couple crée également à différentes époques les marques suivantes : Matricule 11342 (1975), Compagnie des montagnes et des forêts (1975), Closed (1976), Compléments (1979), Maillaparty (1979), Momento Due (1983), Reproduction (1983), Métamorphojean (1989), S.P.Q.R.CITY (1989).

### Boutiques Marithé + François Girbaud
La première boutique Marithé + François Girbaud est installée à Paris, rue de Turbigo: Halles Capone (1972). Dans ce concept store au cœur de Paris, Marithé et François présentent leurs propres lignes ainsi que d'autres produits.
Plusieurs boutiques ouvrent en France, aux États-Unis et au Japon.

### Techniques et commercialisation
Fin des années 60, la technique  du « Stonewash » est industrialisée; cette technique de délavage du jeans utilise la pierre ponce qui gomme la couleur de la toile denim pour obtenir un vêtement nouvellement fabriqué avec un aspect usé,.
Les jeans connaissent un succès à l’international et plus particulièrement le baggy, popularisé par la comédienne Jennifer Beals, héroïne du film Flashdance qui passe un contrat publicitaire avec la société,. Selon  le journal Le Monde,  les créateurs marquent l'histoire du jean depuis les années 1980.
L'ouverture du flagship store rue Etienne Marcel a lieu en 1985 suivie du premier défilé à Paris dans la cour carrée du Louvre. En 1986, le fabricant VF Corporation signe la licence Marithé + François Girbaud aux États-Unis.
Suit le lancement du stretch pour les vêtements de ville. Le jean est retravaillé avec le « métamorphojean » (1988) qui met l'accent sur l'attitude, le confort et la liberté du mouvement. Nouveau concept (1989), le sport dans la ville .
En 1995, Marithé et François commencent à utiliser de nouvelles techniques de coupe et de montage : laser, ultra-son, techno-fusion.
Ils lancent ensuite le nouveau procédé bleu éternel (1997) permettant au jean indigo de ne pas se délaver. Le vêtement reste doux, confortable et garde ses propriétés principales : profondeur et authenticité de la couleur. 
Le Wattwash, traitement du jean au laser permet de vieillir artificiellement la toile denim et réduit la consommation d'eau de 97,5%. Cela donne l'occasion de sensibiliser les consommateurs sur la prise de conscience écologique,.
En 2005, la campagne publicitaire la Cène (Girbaud) reprend le tableau La Cène de Léonard de Vinci, et fait scandale auprès de l'Église.
Alors que dans les années 90, la marque frisait le milliard de dollar de chiffre d'affaires, c'est en 2007 que les créateurs reprennent le contrôle de leur développement, mais en 2010, le groupe ne réalise plus que €200 millions de chiffre d'affaires (retail), dont 30% en France (soit €60 millions).

### Fermeture des boutiques
À la suite de la crise de 2008, en mai 2012, le tribunal de commerce de Paris place la société en redressement judiciaire. Le 6 novembre 2013, Marithé et François Girbaud ferment leurs boutiques à l'issue d'une procédure de liquidation judiciaire,.

### Mad Lane tour et vente en ligne
En 2015, Marithé + François Girbaud revient avec un nouveau style de distribution sous la forme d’une nouvelle société baptisée Mad Lane  ; des tournées dans les villes de France et de Belgique avec des ventes/événements éphémères, parfois agrémentés d’exposition de peintures sur denim de Girbaud, dont les dates et lieux sont annoncés sur le site internet.

## Expositions
- MiXage, Musée du textile Choletais, 12 décembre 2008 - 22 février 2009[29].
- Le Maître de la Toile de Jean, en collaboration avec la galerie Canesso, rue Laffitte à Paris. Pour l’occasion, Marithé+François Girbaud crée une veste de tailleur gravée au laser à l’image du tableau du XVIIe siècle du Maestro della tela jeans : Le Petit Mendiant à la part de tourte[30], septembre 2010
- L'autre Jean, le Musée d'Art et d'Industrie de Saint-Étienne invite  Marithé et François Girbaud, 26 octobre 2012 - 6 mai 2013[31],[32],[33]
- Les Labos , Biennale internationale du design de Saint-Étienne,13-31 mars 2013.

## Filmographie
- 1988 : Court-métrage On s'est tous défilé par Jean-Luc Godard[34].
- 2017 : Marithé + François = Girbaud de Jérémie Carboni avec Marithé Bachellerie, François Girbaud, Renzo Rosso, Benjamin Cotto, etc.[35],[36]